# Extinction Level Event 2: The Wrath of God
Albums de Busta Rhymes
Year of the Dragon
(2012)
Singles
1. The Don and the Boss
Sortie : 21 août 2020
2. Yuuuu
Sortie : 18 septembre 2020

Extinction Level Event 2: The Wrath of God est le dixième album studio du rappeur américain Busta Rhymes sorti en 2020. Il fait suite à Extinction Level Event: The Final World Front (1998). L'artiste n'avait plus sorti d'album depuis Year of the Dragon sorti gratuitement en 2012.

## Historique
Après huit ans d'absence, le retour de Busta Rhymes est annoncé le 17 août 2020 via une vidéo YouTube avec l'acteur Chris Rock.

## Singles
Le premier single, The Don and the Boss avec Vybz Kartel et J-Doe, est dévoilé le 21 août 2020. Le second single, YUUUU en duo avec Anderson .Paak, sort le 18 septembre 2020.

## Liste des titres
| No  | Titre                                                      | Auteur | Producteurs               | Durée |
| --- | ---------------------------------------------------------- | --- | ------------------------- | ----- |
| 1.  | E.L.E. 2 (intro) (feat. Chris Rock, Rakim & Pete Rock)     | - Trevor Smith - Chris Rock - William Griffin - Peter Phillips - Dominick Lamb - Anita Ward - Chuck Holmes - Jimmy Lowe - N. Jones | - Busta Rhymes - Nottz    | 7:12  |
| 2.  | The Purge                                                  | - T. Smith - Kasseem Dean - Avery Chambliss                                                                                        | - Swizz Beatz - Avenue    | 1:10  |
| 3.  | Strap Yourself Down                                        | - T. Smith - James Yancey - Phillips                                                                                               | - J Dilla - Pete Rock     | 2:57  |
| 4.  | Czar (feat. M.O.P.)                                        | - T. Smith - Jamal Grinnage - Eric Murray - Dana Stinson - Darryl Pittman                                                          | Rockwilder                | 3:01  |
| 5.  | Outta My Mind (feat. Bell Biv DeVoe)                       | - T. Smith - Karl Daniel - Elliot Straite                                                                                          | - Busta Rhymes - Dready   | 3:20  |
| 6.  | E.L.E. 2 The Wrath of God (feat. Minister Louis Farrakhan) | - T. Smith - Louis Farrakhan - Lamb                                                                                                | - Busta Rhymes - Nottz    | 4:43  |
| 7.  | Slow Flow (feat. Ol' Dirty Bastard)                        | - T. Smith - Russell Jones - Lamb - O. Harris                                                                                      | Nottz                     | 3:12  |
| 8.  | Don't Go (feat. Q-Tip)                                     | - T. Smith - Kamaal Fareed - Bernard Edwards, Jr.                                                                                  | Focus the A.R.M           | 3:49  |
| 9.  | Boomp!                                                     | - T. Smith - George Spivey | DJ Scratch                | 3:01  |
| 10. | True Indeed                                                | - T. Smith - Christopher Martin | DJ Premier                | 1:53  |
| 11. | Master Fard Muhammad (feat. Rick Ross)                     | - T. Smith - William Roberts - Tony Cottrell - Terrace Martin                                                                      | - Hi-Tek - Terrace Martin | 3:59  |
| 12. | YUUUU (feat. Anderson .Paak)                               | - T. Smith - Brandon Anderson | Anderson Paak             | 3:30  |
| 13. | Oh No                                                      | - T. Smith - Daniel | Dready                    | 3:26  |
| 14. | The Don & The Boss (feat. Vybz Kartel)                     | - T. Smith - Adidja Palmer - Ian Lewis                                                                                             | Schife                    | 3:42  |
| 15. | Best I Can (feat. Rapsody)                                 | - T. Smith - Marlanna Evans - Patrick Douthit - R. Arrington - C. Tyson                                                            | 9th Wonder                | 3:39  |
| 16. | Where I Belong (feat. Mariah Carey)                        | - T. Smith - Ricardo Thomas - Michel Sotolongo - J. J Doe Smith                                                                    | - Rick Rock - Navi Beats  | 4:12  |
| 17. | Deep Thought                                               | - T. Smith - Diane Warren | Busta Rhymes              | 3:10  |
| 18. | The Young God Speaks                                       | - Berry Gordy - Bob West - Willie Hutchison - Hal Davis                                                                            |                           | 0:40  |
| 19. | Look Over Your Shoulder (feat. Kendrick Lamar)             | - T. Smith - Kendrick Duckworth - Lamb - Berry Gordy - Bob West - Hutchison - Hal Davis - B. Bennett                               | Nottz                     | 4:08  |
| 20. | You Will Never Find Another Me (feat. Mary J. Blige)       | - T. Smith - Nikki Grier - Roy Hawkins - Rick Darnell                                                                              | Busta Rhymes              | 3:50  |
| 21. | Freedom? (feat. Nikki Grier)                               | - T. Smith - Grier - Lamb - Robert Kral                                                                                            | Nottz                     | 3:48  |
| 22. | Satanic                                                    | - T. Smith - Stinson | Rockwilder                | 5:14  |

## Samples
- E.L.E. 2 (intro) contient des samples de I Love Music d'Ahmad Jamal Trio et de The World Is Yours de Nas[3].
- Look Over Your Shoulder contient un sample de I'll Be There de The Jackson Five et de Ghetto: Misfortune's Wealth de The 24-Carat Black.
- Outta My Mind contient des samples de Pass the Courvoisier, Part II de Busta Rhymes et de Poison de Bell Biv DeVoe.
- Freedom? contient un sample de Tomorrow's Dream de Jackie & Roy.
- Czar contient un sample de Ante Up (Robbing-Hoodz Theory) de M.O.P..
- Slow Flow contient des samples de Brooklyn Zoo d'Ol' Dirty Bastard et de Reflections de Diana Ross & The Supremes.
- True Indeed contient un sample de Woo-Hah!! Got You All in Check de Busta Rhymes.
- Deep Thought contient un sample de Ghetto: Misfortune's Wealth de The 24-Carat Black.
- Master Fard contient un sample de Here I Am de The Blue Notes.